# Associazione Calcio Reggiana 1919 2020-2021
Questa voce raccoglie le informazioni riguardanti l'Associazione Calcio Reggiana 1919 nelle competizioni ufficiali della stagione 2020-2021.

## Stagione
Dopo la vittoria nella finale play-off della Serie C 2019-2020 contro il Bari, la Reggiana ritorna in Serie B per la prima volta dopo 21 anni d'assenza. L'esordio, guidato dal tecnico Massimiliano Alvini, alla sua prima esperienza in carriera nel campionato cadetto, arriva il 27 settembre 2020 nella gara casalinga contro il Pisa, pareggiata per 2-2.
Il 30 settembre, davanti a poco più di 400 spettatori al MAPEI Stadium - Città del Tricolore, la Reggiana gioca e vince ai rigori la gara di Coppa Italia contro il Monopoli, valida per il Secondo Turno della competizione. Nonostante il successo sul campo, i granata vengono estromessi dal torneo a causa del ricorso della squadra ospite, la quale lamenta la presenza in campo tra i padroni di casa del giovane attaccante sierraleonese Augustus Kargbo, proveniente dal Crotone, che avrebbe dovuto essere ineleggibile per la partita, vista una squalifica ancora da scontare dai tempi della Coppa Italia di Serie D del 2018.
Dopo aver raccolto 4 punti nelle prime tre gare di campionato, i problemi cominciano ad arrivare alla 4ª giornata quando, poco prima della trasferta del 20 ottobre sul campo dell'Ascoli (persa poi per 2-1), vengono rilevate le prime positività al COVID-19 da parte di alcuni giocatori e membri dello staff, tra cui anche l'allenatore. Durante la stessa settimana e quella successiva le positività granata continuano a crescere, raggiungendo quota 29 in totale, tra atleti e staff tecnico, impedendo alla squadra di poter disputare le gare contro Cittadella e Salernitana. Avendo già utilizzato l'unico "jolly" garantito dalla Lega per il rinvio delle partite, quando la motivazione dello stesso è da ricondurre alla pandemia da COVID-19, per lo scontro con il Cittadella, la gara che avrebbe dovuto disputarsi il 31 ottobre allo Stadio Arechi contro la Salernitana viene omologata con la sconfitta a tavolino (0-3) per la compagine emiliana. La sentenza del Tribunale Sportivo del 19 novembre, però, risparmia alla Reggiana anche il punto di penalizzazione che avrebbe previsto il regolamento, in virtù di "cause di forza maggiore".
La Reggiana torna in campo dopo oltre un mese di assenza l'8 novembre e lo fa nel migliore dei modi, vincendo per 2-1 la gara casalinga contro il Venezia, valevole per la 7ª giornata di campionato. Compresa questa gara, i granata collezioneranno 10 punti nelle prime cinque partite successive allo stop forzato per il COVID (nonostante un vistoso passo falso nella gara persa 1-7 contro il Lecce), dando un grande slancio alla propria stagione e accumulando un buon margine di vantaggio rispetto alle ultime posizioni della classifica.
Le successive tre partite, contro le ben più quotate Frosinone (1-2), Brescia (1-3) ed Empoli (0-0), lasciano la Reggiana al 15.mo posto in graduatoria a Natale, una posizione e due punti più avanti rispetto al Cosenza e alla zona play-out.
I successivi due KO contro Reggina (0-1) e Pordenone (0-3) compromettono la conclusione dell'anno solare 2020 alla compagine granata, lasciando gli uomini di mister Alvini a 15 punti, in piena zona play-out e di sola una posizione più avanti rispetto al terzultimo posto.
La sorte dei granata gira il 23 gennaio 2021 quando, con la vittoria per 2-1 contro il Vicenza, la squadra di Alvini interrompe un periodo decisamente negativo nel quale aveva raccolto un solo punto in otto gare. La rete dell'1-0 della partita, la prima di Arlind Ajeti con la maglia della Reggiana, segnata al minuto 18 del primo tempo, ha interrotto un digiuno di reti che durava da 616', la striscia più lunga della storia del club dalla stagione 1989-1990 (in quel caso i minuti consecutivi senza gol erano stati 626), sempre in Serie B. il successo contro i biancorossi risolleva la classifica della Reggiana, che alla fine del girone d'andata siede al 16.mo posto (a pari punti con Reggina e Cremonese), a +1 sulla zona retrocessione.
Nelle successive sei partite i granata, complice anche il cambio di modulo, risollevano la testa e riescono a dare continuità alla vittoria contro il Vicenza imponendosi tanto negli scontri casalinghi contro dirette concorrenti per la salvezza come Virtus Entella (2-1) e Ascoli (1-0) quanto contro squadre di alta classifica come il Cittadella (3-0 al "Tombolato"). Le due sconfitte esterne contro Pisa (0-1) e Chievo (0-1), rovinano questo periodo positivo che viene ulteriormente complicato da quattro KO consecutivi contro Venezia (1-2 con molte recriminazioni per i granata), Lecce (0-4), Monza (0-2) e soprattutto Cremonese (0-3). Alla metà del mese di marzo, dunque, la Reggiana si trova a quattro punti di distanza dalla zona salvezza, ancora in piena lotta con le dirette rivali per non retrocedere.
I granata scivolano nelle tre ultime posizioni della classifica il 5 aprile quando, al termine di tre pareggi consecutivi con Cosenza (1-1), Frosinone (0-0) e Brescia (2-2), l'Ascoli raggiunge la squadra emiliana a quota 31 punti, sopravanzandola grazie ad una migliore differenza reti complessiva nel torneo e assicurandosi, momentaneamente, i play-out.
Dopo l'aumento dei casi di positività al COVID del Pescara, che impediscono alla squadra abruzzese di disputare la 34.ma giornata, la Lega Serie B decide di sospendere il campionato fino al 1º maggio, in modo da poter permettere i recuperi delle partite e il regolare svolgimento delle ultime quattro gare del torneo. A questa data, la Reggiana arriva presentandosi ancora al 18.mo posto della classifica (a seguito della sconfitta allo scadere nella gara esterna contro la Reggina, 1-2) e ad un punto di distanza dal Cosenza. La contemporanea crescita di forma dell'Ascoli, che si trova al momento a +6 sui granata, obbliga la squadra di mister Alvini a cercare i tre punti nella sfida del Città del Tricolore contro il Pordenone dell'ex capitano dell'Udinese Maurizio Domizzi.
Nella sfida contro i "Ramarri" la vittoria arriva (1-0, rete di Ajeti) e tiene i granata in corsa, complicata ulteriormente dalle vittorie di Ascoli e Cosenza, per un posto nei play-out di fine stagione. Con i tre punti del 1º maggio, i granata interrompono una serie di 5 partite consecutive senza vincere in casa, evitando così di riscrivere un record negativo che dura dalla stagione 1991-1992 (in quel caso furono 11, sempre in Serie B).
Il miracolo della salvezza ai granata però non riesce: la sconfitta dell'Adriatico contro un Pescara praticamente già retrocesso (0-1) complica estremamente le corsa ai play-out, i quali diventano matematicamente irraggiungibili con la sconfitta casalinga nel derby contro la SPAL (1-2). Dopo 289 giorni, dunque, la Reggiana torna in Serie C, concludendo amaramente la stagione del ritorno in Serie B.
L'ultima giornata di campionato, giocata contro il L.R. Vicenza, è lo specchio della stagione granata: nonostante le richieste del presidente Salerno di cercare di concludere il torneo al quartultimo posto, la Reggiana viene sconfitta dal "Lane" con un gol in apertura e uno in chiusura di partita (1-2), dimostrando ancora una volta le proprie fragilità.
La stagione si conclude così con un amaro diciottesimo posto in classifica, una retrocessione immediata in Serie C e la possibilità sfumata di vedere, nel corso della stagione successiva, il derby dell'Enza con il Parma in Serie B.

## Divise e sponsor
Lo sponsor tecnico per la stagione del ritorno in Serie B dopo ben 21 anni d'assenza è Macron, mentre gli sponsor ufficiali sono Immergas e Conad, per la maglia casalinga, e Immergas e Tutto per l'Imballo, per la maglia da trasferta.
| Casa | Trasferta | Terza divisa |

## Organigramma societario
Area direttiva
- Presidente: Luca Quintivalli (fino al 10/12/20); Carmelo Salerno (dal 10/12/20)
- Presidente Onorario: Romano Amadei
- Vice Presidente: Mauro Rondanini (fino al 10/12/20); Cesare Roberto (dal 10/12/20)
- Amministratore Delegato: Mauro Carretti (fino al 10/12/20); Carmelo Salerno (dal 10/12/20)
- Direttore Generale: Vittorio Cattani
- Segretario Generale: Nicola Simonelli
- Segretario Sportivo: Giuseppe Romeo
- Referente dirigenti accompagnatori: Lorenzo Cocchi

Area comunicazione e marketing
- Addetto Stampa: Andrea Montanari

Area sportiva
- Direttore sportivo: Doriano Tosi
- Direttore sportivo attività agonistica: Simone Rossi
- Direttore sportivo attività di base: Roberto Ferrari
- Team Manager: Michele Malpeli
- Responsabile Scouting: Davide Cocchi

Area tecnica
- Allenatore: Massimiliano Alvini
- Vice Allenatore: Renato Montagnolo
- Preparatore atletico: Stefano Valentini
- Assistente preparatore atletico: Andrea Vieri
- Preparatore dei Portieri: Antonio Razzano
- Collaboratore tecnico: Francesco Bonacci
- Match Analyst: Damiano Bertani
- Responsabile tecnico settore giovanile: Andrea Menozzi
- Magazziniere: Matteo Ferri, Roberto Tarrachini

Area sanitaria
- Medico sociale: Enrico Lancellotti
- Neuromuscolar Analisys Training: Giovanni Bonocore

## Rosa
| N. |                           | Ruolo | Calciatore              |
| -- | ------------------------- | ----- | ----------------------- |
| 1  | Italia (bandiera)         | P     | Matteo Voltolini        |
| 3  | Italia (bandiera)         | D     | Riccardo Martinelli     |
| 4  | Italia (bandiera)         | D     | Paolo Rozzio (capitano) |
| 5  | Italia (bandiera)         | C     | Fausto Rossi            |
| 6  | Costa d'Avorio (bandiera) | D     | Eloge Yao               |
| 7  | Italia (bandiera)         | D     | Giuseppe Zampano        |
| 8  | Italia (bandiera)         | C     | Ivan Varone             |
| 9  | Italia (bandiera)         | A     | Luca Zamparo            |
| 10 | Italia (bandiera)         | A     | Simone Mazzocchi        |
| 11 | Italia (bandiera)         | A     | Gabriel Lunetta         |
| 13 | Italia (bandiera)         | P     | Michele Cerofolini      |
| 14 | Italia (bandiera)         | D     | Andrea Galeotti         |
| 15 | Italia (bandiera)         | D     | Andrea Costa            |
| 16 | Italia (bandiera)         | C     | Salvatore Pezzella      |
| 17 | Italia (bandiera)         | D     | Lorenzo Libutti         |
| 18 | Italia (bandiera)         | C     | Lorenzo Del Pinto       |
| 19 | Argentina (bandiera)      | D     | Marcos Espeche          |

| N. |                          | Ruolo | Calciatore       |
| -- | ------------------------ | ----- | ---------------- |
| 20 | Ghana (bandiera)         | D     | Bright Gyamfi    |
| 21 | Italia (bandiera)        | C     | Igor Radrezza    |
| 22 | Italia (bandiera)        | P     | Giacomo Venturi  |
| 23 | Tunisia (bandiera)       | C     | Karim Laribi     |
| 24 | Sierra Leone (bandiera)  | A     | Augustus Kargbo  |
| 25 | Italia (bandiera)        | A     | Luca Siligardi   |
| 26 | Nuova Zelanda (bandiera) | C     | Niko Kirwan      |
| 28 | Italia (bandiera)        | A     | Nicolò Cambiaghi |
| 32 | Italia (bandiera)        | A     | Mattia Marchi    |
| 33 | Italia (bandiera)        | P     | Andrea Galeazzi  |
| 38 | Italia (bandiera)        | C     | Simone Muratore  |
| 44 | Italia (bandiera)        | D     | Riccardo Gatti   |
| 88 | Italia (bandiera)        | A     | Davide Voltan    |
| 93 | Albania (bandiera)       | D     | Arlind Ajeti     |
| 97 | Italia (bandiera)        | D     | Luca Germoni     |
| 99 | Italia (bandiera)        | A     | Matteo Ardemagni |

## Calciomercato

### Sessione estiva(dal 01/09 al 05/10)
| Acquisti         | Acquisti           | Acquisti     | Acquisti                |
| R.               | Nome               | da           | Modalità                |
| ---------------- | ------------------ | ------------ | ----------------------- |
| P                | Michele Cerofolini | Fiorentina   | prestito                |
| D                | Arlind Ajeti       | Vejle        | definitivo              |
| D                | Riccardo Gatti     | Atalanta     | definitivo              |
| D                | Luca Germoni       | Juve Stabia  | definitivo              |
| D                | Bright Gyamfi      | Benevento    | definitivo              |
| D                | Matteo Rimondi     | Zola Predosa | definitivo              |
| D                | Giuseppe Zampano   | Cesena       | definitivo              |
| C                | Simone Muratore    | Atalanta     | prestito                |
| A                | Nicolò Cambiaghi   | Atalanta     | prestito                |
| A                | Augustus Kargbo    | Crotone      | prestito                |
| A                | Simone Mazzocchi   | Atalanta     | prestito                |
| A                | Davide Voltan      | Vis Pesaro   | definitivo              |
| A                | Luca Zamparo       | Parma        | riscatto del cartellino |
| Altre operazioni |                    |              |                         |
| R.               | Nome               | da           | Modalità                |

| Cessioni         | Cessioni             | Cessioni      | Cessioni      |
| R.               | Nome                 | a             | Modalità      |
| ---------------- | -------------------- | ------------- | ------------- |
| P                | Davide Narduzzo      | Siena         | svincolato    |
| C                | Juan Manuel Valencia | Bologna       | fine prestito |
| A                | Augustus Kargbo      | Crotone       | fine prestito |
| A                | Stefano Scappini     | Modena        | prestito      |
| Altre operazioni |                      |               |               |
| R.               | Nome                 | da            | Modalità      |
| D                | Stefano Pellizzari   | Legnago Salus | svincolato    |
| D                | Riccardo Santovito   | Cesena        | prestito      |
| D                | Alessandro Spanò     |               | fine carriera |
| C                | Alessandro Muro      | Correggese    | prestito      |
| C                | Matteo Serrotti      |               | svincolato    |
| C                | Lorenzo Staiti       | Lentigione    | svincolato    |
| A                | Fran Brodić          |               | svincolato    |

### Sessione invernale(dal 04/01 al 01/02)
| Acquisti         | Acquisti          | Acquisti      | Acquisti              |
| R.               | Nome              | da            | Modalità              |
| ---------------- | ----------------- | ------------- | --------------------- |
| A                | Matteo Ardemagni  | Frosinone     | prestito              |
| D                | Eloge Yao         | svincolato    | definitivo            |
| C                | Lorenzo Del Pinto | Benevento     | definitivo            |
| C                | Karim Laribi      | Hellas Verona | prestito              |
| A                | Luca Siligardi    | Crotone       | prestito              |
| Altre operazioni |                   |               |                       |
| R.               | Nome              | da            | Modalità              |
| A                | Ayman Sanat       | Lentigione    | richiamo dal prestito |

| Cessioni         | Cessioni       | Cessioni  | Cessioni   |
| R.               | Nome           | a         | Modalità   |
| ---------------- | -------------- | --------- | ---------- |
| D                | Luca Germoni   | Como      | prestito   |
| A                | Mattia Marchi  | Südtirol  | prestito   |
| C                | Davide Voltan  | Südtirol  | prestito   |
| A                | Ayman Sanat    | Prato     | prestito   |
| D                | Riccardo Gatti | Catanzaro | prestito   |
| Altre operazioni |                |           |            |
| R.               | Nome           | a         | Modalità   |
| C                | Matteo Zanini  |           | svincolato |

## Risultati

### Coppa Italia
Lo stesso argomento, nel dettaglio in Coppa Italia 2020-2021.
| Arbitro: | Rapuano (Rimini) |

|                                   |           |                                |
| M. Marchi 86’ (rig.), 113’ (rig.) | Marcatori | 61’ Starita 98’ (rig.) Montero |

## Statistiche

### Statistiche di squadra
Statistiche aggiornate al 10 maggio 2021.
| Competizione | Punti | In casa | In casa | In casa | In casa | In casa | In casa | In trasferta | In trasferta | In trasferta | In trasferta | In trasferta | In trasferta | Totale | Totale | Totale | Totale | Totale | Totale | DR  |
| Competizione | Punti | G       | V       | N       | P       | Gf      | Gs      | G            | V            | N            | P            | Gf           | Gs           | G      | V      | N      | P      | Gf     | Gs     | DR  |
| ------------ | ----- | ------- | ------- | ------- | ------- | ------- | ------- | ------------ | ------------ | ------------ | ------------ | ------------ | ------------ | ------ | ------ | ------ | ------ | ------ | ------ | --- |
| Serie B      | 34    | 19      | 6       | 5       | 8       | 19      | 22      | 19           | 3            | 2            | 14           | 12           | 34           | 38     | 9      | 7      | 22     | 31     | 57     | -26 |
| Coppa Italia |       | 1       | 0       | 0       | 1       | 0       | 3       |              |              |              |              |              |              | 1      | 0      | 0      | 1      | 0      | 3      | -3  |
| Totale       |       |         |         |         |         |         |         |              |              |              |              |              |              |        |        |        |        |        |        |     |

### Andamento in campionato
| Giornata  | 1 | 2 | 3 | 4  | 5  | 6  | 7  | 8  | 9  | 10 | 11 | 12 | 13 | 14 | 15 | 16 | 17 | 18 | 19 | 20 | 21 | 22 | 23 | 24 | 25 | 26 | 27 | 28 | 29 | 30 | 31 | 32 | 33 | 34 | 35 | 36 | 37 | 38 |
| --------- | - | - | - | -- | -- | -- | -- | -- | -- | -- | -- | -- | -- | -- | -- | -- | -- | -- | -- | -- | -- | -- | -- | -- | -- | -- | -- | -- | -- | -- | -- | -- | -- | -- | -- | -- | -- | -- |
| Luogo     | C | T | C | T  | C  | T  | C  | T  | C  | C  | T  | C  | T  | T  | C  | T  | C  | T  | C  | T  | C  | T  | C  | T  | C  | T  | C  | T  | T  | C  | T  | C  | C  | T  | C  | T  | C  | T  |
| Risultato | N | V | P | P  | P  | P  | V  | P  | N  | V  | V  | P  | P  | N  | P  | P  | P  | P  | V  | P  | V  | P  | V  | V  | N  | P  | P  | P  | P  | N  | N  | N  | P  | P  | V  | P  | P  | P  |
| Posizione | 4 | 1 | 9 | 12 | 14 | 15 | 12 | 14 | 13 | 11 | 10 | 11 | 14 | 15 | 15 | 16 | 16 | 18 | 16 | 17 | 16 | 18 | 15 | 13 | 14 | 16 | 16 | 16 | 16 | 16 | 17 | 18 | 18 | 18 | 18 | 18 | 18 | 18 |

Legenda:

Luogo: C = Casa; T = Trasferta. Risultato: V = Vittoria; N = Pareggio; P = Sconfitta.

### Statistiche dei giocatori
| Giocatore     | Serie B  | Serie B | Serie B     | Serie B    | Coppa Italia | Coppa Italia | Coppa Italia | Coppa Italia | Totale   | Totale | Totale      | Totale     |
| Giocatore     | Presenze | Reti    | Ammonizioni | Espulsioni | Presenze     | Reti         | Ammonizioni  | Espulsioni   | Presenze | Reti   | Ammonizioni | Espulsioni |
| ------------- | -------- | ------- | ----------- | ---------- | ------------ | ------------ | ------------ | ------------ | -------- | ------ | ----------- | ---------- |
| A. Ajeti      | 24       | 2       | 7           | 1          | 1            | 0            | 1            | 0            | 25       | 2      | 8           | 1          |
| N. Cambiaghi  | 18       | 0       | 0           | 1          | 1            | 0            | 1            | 0            | 19       | 0      | 1           | 1          |
| M. Cerofolini | 20       | -25     | 2           | 1          | 0            | 0            | 0            | 0            | 20       | -25    | 2           | 1          |
| A. Costa      | 16       | 1       | 5           | 1          | 0            | 0            | 0            | 0            | 16       | 1      | 5           | 1          |
| M. Espeche    | 20       | 0       | 1           | 0          | 1            | 0            | 0            | 0            | 21       | 0      | 1           | 0          |
| A. Galeazzi   | 0        | 0       | 0           | 0          | 0            | 0            | 0            | 0            | 0        | 0      | 0           | 0          |
| A. Galeotti   | 0        | 0       | 0           | 0          | 0            | 0            | 0            | 0            | 0        | 0      | 0           | 0          |
| R. Gatti      | 3        | 0       | 0           | 0          | 1            | 0            | 1            | 0            | 4        | 0      | 1           | 0          |
| L. Germoni    | 1        | 0       | 0           | 0          | 0            | 0            | 0            | 0            | 1        | 0      | 0           | 0          |
| B. Gyamfi     | 25       | 0       | 4           | 0          | 1            | 0            | 0            | 0            | 26       | 0      | 4           | 0          |
| A. Kargbo     | 20       | 2       | 5           | 0          | 1            | 0            | 0            | 0            | 21       | 2      | 5           | 0          |
| N. Kirwan     | 27       | 0       | 3           | 0          | 0            | 0            | 0            | 0            | 27       | 0      | 3           | 0          |
| L. Libutti    | 29       | 1       | 3           | 1          | 1            | 0            | 0            | 0            | 30       | 1      | 3           | 1          |
| G. Lunetta    | 29       | 0       | 3           | 0          | 1            | 0            | 0            | 0            | 30       | 0      | 3           | 0          |
| M. Marchi     | 7        | 0       | 0           | 0          | 1            | 2            | 0            | 0            | 8        | 2      | 0           | 0          |
| R. Martinelli | 19       | 1       | 6           | 0          | 0            | 0            | 0            | 0            | 19       | 1      | 6           | 0          |
| S. Mazzocchi  | 29       | 7       | 4           | 0          | 0            | 0            | 0            | 0            | 29       | 7      | 4           | 0          |
| S. Muratore   | 25       | 2       | 4           | 0          | 0            | 0            | 0            | 0            | 25       | 2      | 4           | 0          |
| S. Pezzella   | 22       | 0       | 4           | 0          | 1            | 0            | 0            | 0            | 23       | 0      | 4           | 0          |
| I. Radrezza   | 36       | 3       | 1           | 0          | 1            | 0            | 0            | 0            | 37       | 3      | 1           | 0          |
| F. Rossi      | 20       | 0       | 3           | 0          | 1            | 0            | 0            | 0            | 21       | 0      | 3           | 0          |
| L. Siligardi  | 6        | 0       | 0           | 0          | 0            | 0            | 0            | 0            | 6        | 0      | 0           | 0          |
| P. Rozzio     | 23       | 1       | 5           | 0          | 0            | 0            | 0            | 0            | 23       | 1      | 5           | 0          |
| I. Varone     | 34       | 5       | 9           | 0          | 1            | 0            | 0            | 0            | 35       | 5      | 9           | 0          |
| G. Venturi    | 18       | -29     | 0           | 0          | 0            | 0            | 0            | 0            | 18       | -29    | 0           | 0          |
| D. Voltan     | 12       | 0       | 2           | 0          | 1            | 0            | 0            | 0            | 13       | 0      | 2           | 0          |
| M. Voltolini  | 0        | 0       | 0           | 0          | 1            | -2           | 0            | 0            | 1        | -2     | 0           | 0          |
| G. Zampano    | 13       | 0       | 3           | 0          | 0            | 0            | 0            | 0            | 13       | 0      | 3           | 0          |
| L. Zamparo    | 27       | 1       | 3           | 1          | 1            | 0            | 0            | 0            | 28       | 1      | 3           | 1          |
| M. Ardemagni  | 16       | 1       | 2           | 0          | 0            | 0            | 0            | 0            | 16       | 1      | 2           | 0          |
| E. Yao        | 13       | 2       | 1           | 1          | 0            | 0            | 0            | 0            | 13       | 2      | 1           | 1          |
| L. Del Pinto  | 14       | 0       | 5           | 0          | 0            | 0            | 0            | 0            | 14       | 0      | 5           | 0          |
| K. Laribi     | 19       | 2       | 4           | 0          | 0            | 0            | 0            | 0            | 19       | 2      | 4           | 0          |